# Cash management
Cash management – stanowi część działalności przedsiębiorstwa odnoszącą się do krótkoterminowych przepływów finansowych i rezerw pieniężnych, której celem jest zapewnienie wystarczającej płynności. Cash management służy zapewnieniu gotowości płatniczej, minimalizowaniu kosztów zachowania płynności i maksymalizowaniu zysku z nadwyżek płynności. Inna, krótsza, definicja odnosząca się do cash management definiuje ten termin jako zarządzanie wpływami i wypływami gotówki.
W bankowości termin cash management oznacza szereg usług oferowanych przedsiębiorstwom przez banki, które są związane ze wspomaganiem zarządzania przepływami gotówkowymi.

## Historia
Za pioniera cash management uważa się Mellon Bank, który wprowadził taki system po raz pierwszy w 1969 roku. W Europie, a zwłaszcza w Niemczech, systemy te od 1980 roku wprowadzały banki ze Stanów Zjednoczonych. W Republice Federalnej Niemiec jako pierwszy bank niemiecki system cash management wprowadził w 1983 roku Commerzbank. Następnie w 1984 roku Dresdner Bank i w 1985 roku Deutsche Bank.

## Funkcje
Do funkcji cash managementu można zaliczyć:
- planowanie popytu na pieniądz,
- dysponowanie środkami,
- kontrola płynności.

Do zadań systemu cash managementu należą m.in.:
- planowanie przepływów środków pieniężnych w krótkich okresach,
- kontrola spływu należności,
- realizowanie bieżących płynności wierzycielom,
- lokowanie nadwyżek środków pieniężnych,
- poszukiwanie zewnętrznych źródeł finansowania,
- ograniczenie ryzyka kursowego,
- utrzymanie stosunków z bankami[2].